# Кржива
Кржива — річка в Україні, у Білоцерківському районі Київської області. Ліва притока Котлую (басейн Дніпра).

## Опис
Довжина річки близько 6 км.

## Розташування
Річка бере свій початок на узліссі біля кутка Лівандовське, що у селі Крива. Тече переважно на південний схід і на межі Таращі з Кирданами впадає у річку Котлуй, праву притоку Росі.
У пригирловій частині річку перетинає автошлях Т 1021.